# Gourhel

Gourhel este o comună în departamentul Morbihan, Franța. În 1 ianuarie 2022 avea o populație de 724 de locuitori.